# Li Ching Yuen

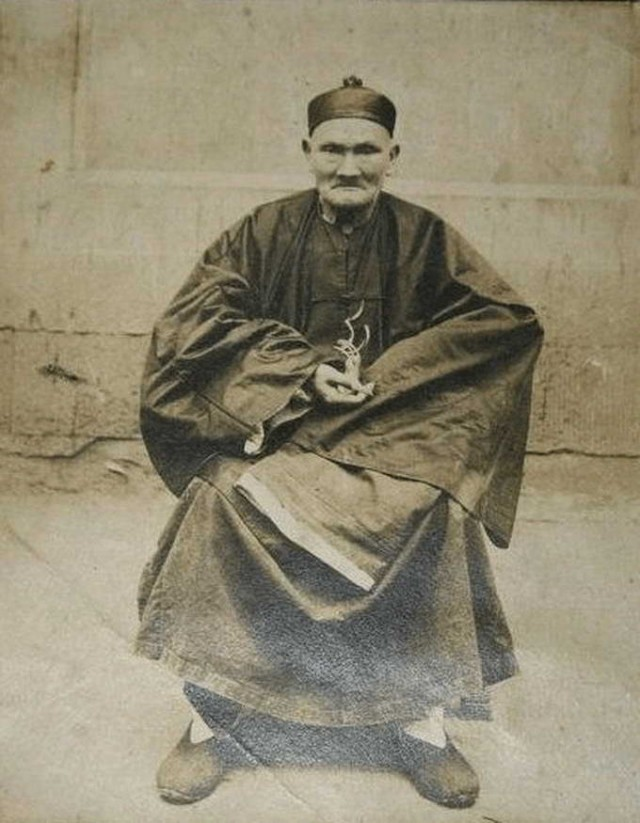
Mestre taoísta Li Ching-Yuen

Mestre Li Ching-Yuen ou Li Ching Yun (Pinyin: lǐ qīng yún; Chinês Tradicional: 李清雲) (Dinastia Qing, 1679)(Chyi Jiang Hsien, Szechuan, morte em 6 de Maio de 1933) foi um mestre taoísta chinês, herbalista e praticante de Chi Kung que supostamente teria vivido até aos 254 anos de idade. Ele afirmava ter nascido em 1736 enquanto registros contestados sugerem 1677, entretanto a sua verdadeira data de nascimento nunca foi determinada até o momento.

## O segredo da longevidade
O artigo "Tartaruga-Pombo-Cão" da Revista Time registra a resposta do Mestre Li Ching Yuen sobre qual o seu segredo para conquistar uma vida tão longa: 
- Manter o coração calmo,
- sentar como uma tartaruga,
- andar vigorosamente como um pombo
- dormir como um cão.